# Soutenance de thèse
 (février 2023).

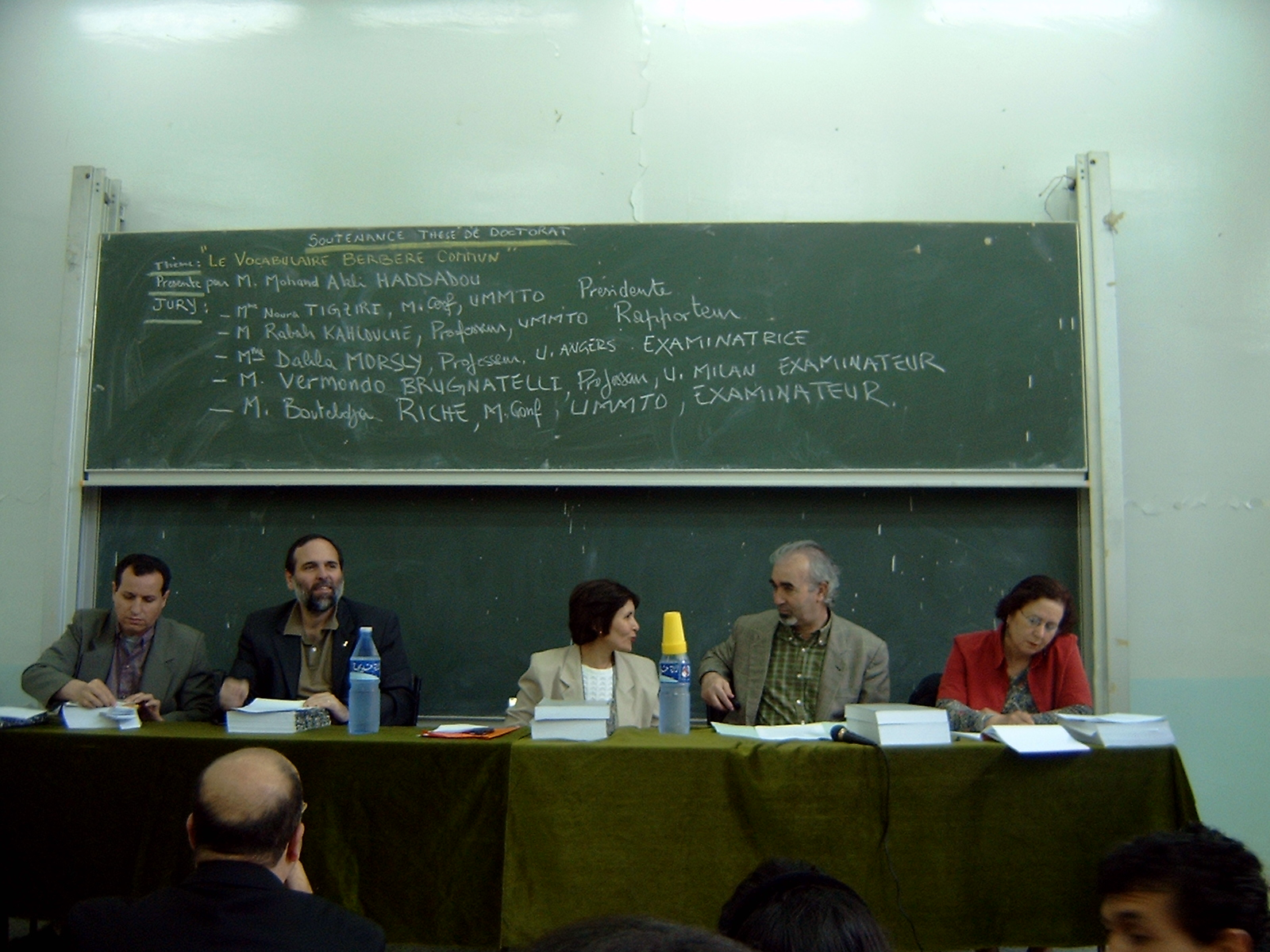
Soutenance de thèse de doctorat, à l'université de Tizi Ouzou.

La soutenance de thèse, ou en Belgique la défense de thèse,  est une épreuve universitaire qui conclut un doctorat dans certains pays, afin de décider de la collation du grade et du titre de docteur. 

## Organisation
Dans certains pays, le doctorat comporte une épreuve finale de soutenance, comme en France ou au Canada,,.  

### Belgique
En Belgique francophone, la présentation orale de la thèse est appelée défense de thèse.

### France
Il s'agit d'une présentation orale durant laquelle les candidats exposent leurs travaux de recherche devant un jury, suivie d'un échange sur les travaux, la présentation et le manuscrit. Cet échange peut prendre la forme de commentaires, de questions et réponses, ou d'un débat. 
Le jury est composé de chercheurs et d'enseignants-chercheurs sans conflit d'intérêts avec le ou la doctorante ou le, la ou les encadrants ; il inclut des rapporteurs à qui la thèse a été soumise préalablement. 
La soutenance de thèse est une cérémonie publique, sauf exception, qui se déroule généralement dans les locaux de l'université ou du laboratoire qui a accueilli les doctorants. Dans certaines universités françaises, l'usage est que seules les personnes titulaires du grade de docteur et présentes dans le public aient le droit de poser des questions aux candidats, la parole leur étant donnée après les questions du jury. La cérémonie a alors un caractère d'intronisation au grade de docteur par ses futurs pairs à travers l'épreuve des questions.    
Du fait d'une évaluation tout au long du doctorat, il est exceptionnel que le titre de docteur soit refusé aux candidats autorisés à soutenir leur thèse.   
Un dispositif de la loi 2020 de programmation de la recherche précisé dans l'arrêté du 26 août 2022 prévoit qu'à partir du 1er janvier 2023, à l'issue de l'admission, le ou la doctorante peut (ou doit) prononcer un serment manifestant son engagement à respecter les principes de l’intégrité scientifique,:   

« parvenu(e) à l’issue de mon doctorat […] et ayant ainsi pratiqué, dans ma quête du savoir, l’exercice d’une recherche scientifique exigeante, en cultivant la rigueur intellectuelle, la réflexivité éthique et dans le respect des principes de l’intégrité scientifique, je m’engage, pour ce qui dépendra de moi, dans la suite de ma carrière professionnelle quel qu’en soit le secteur ou le domaine d’activité, à maintenir une conduite intègre dans mon rapport au savoir, mes méthodes et mes résultats. »

Traditionnellement, la cérémonie est suivie d'une collation (« pot de thèse ») offerte aux membres du jury et au public présent.